# Hausente

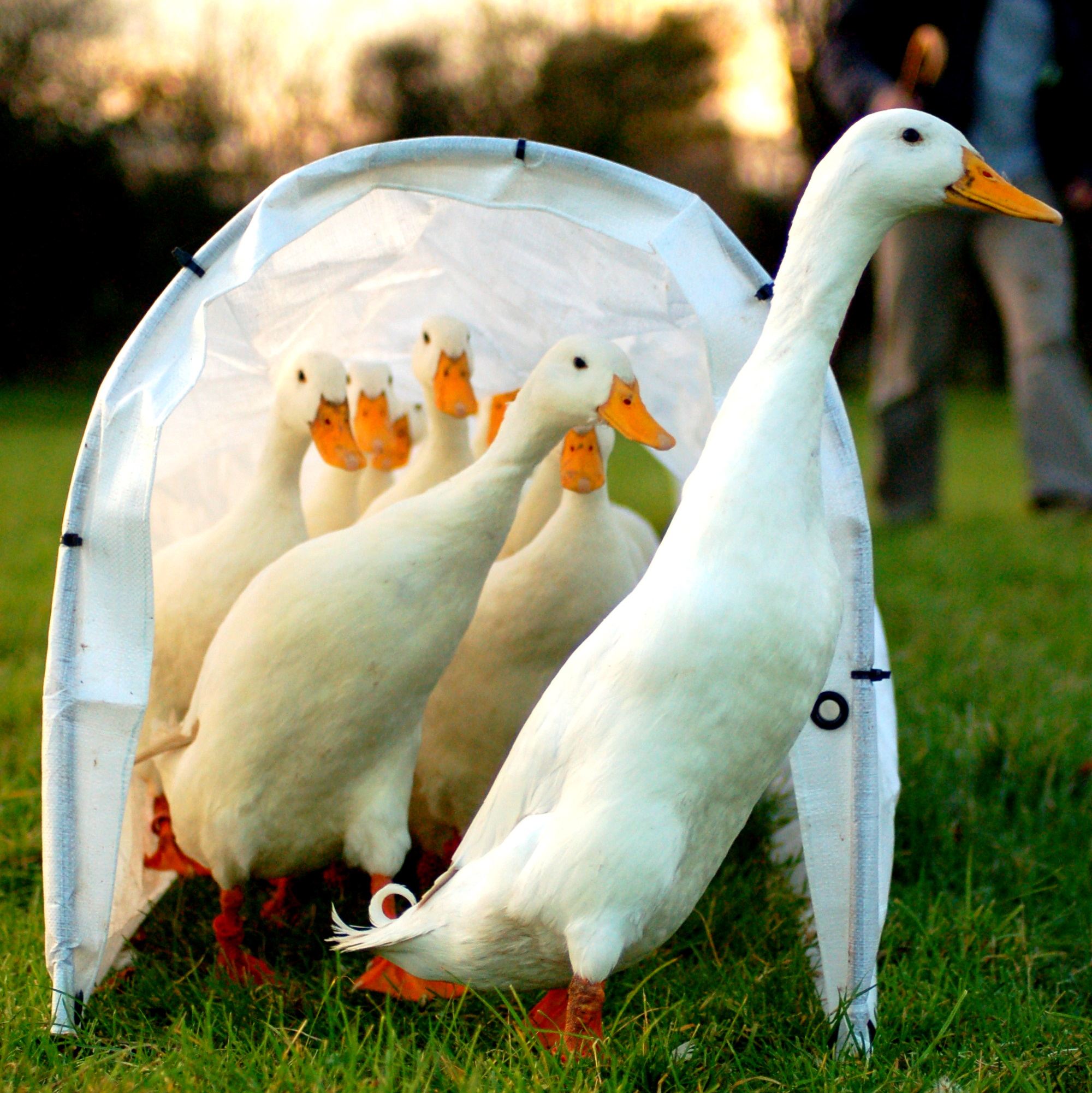
Weiße Indische Laufenten (Anas platyrhynchos f. domestica)

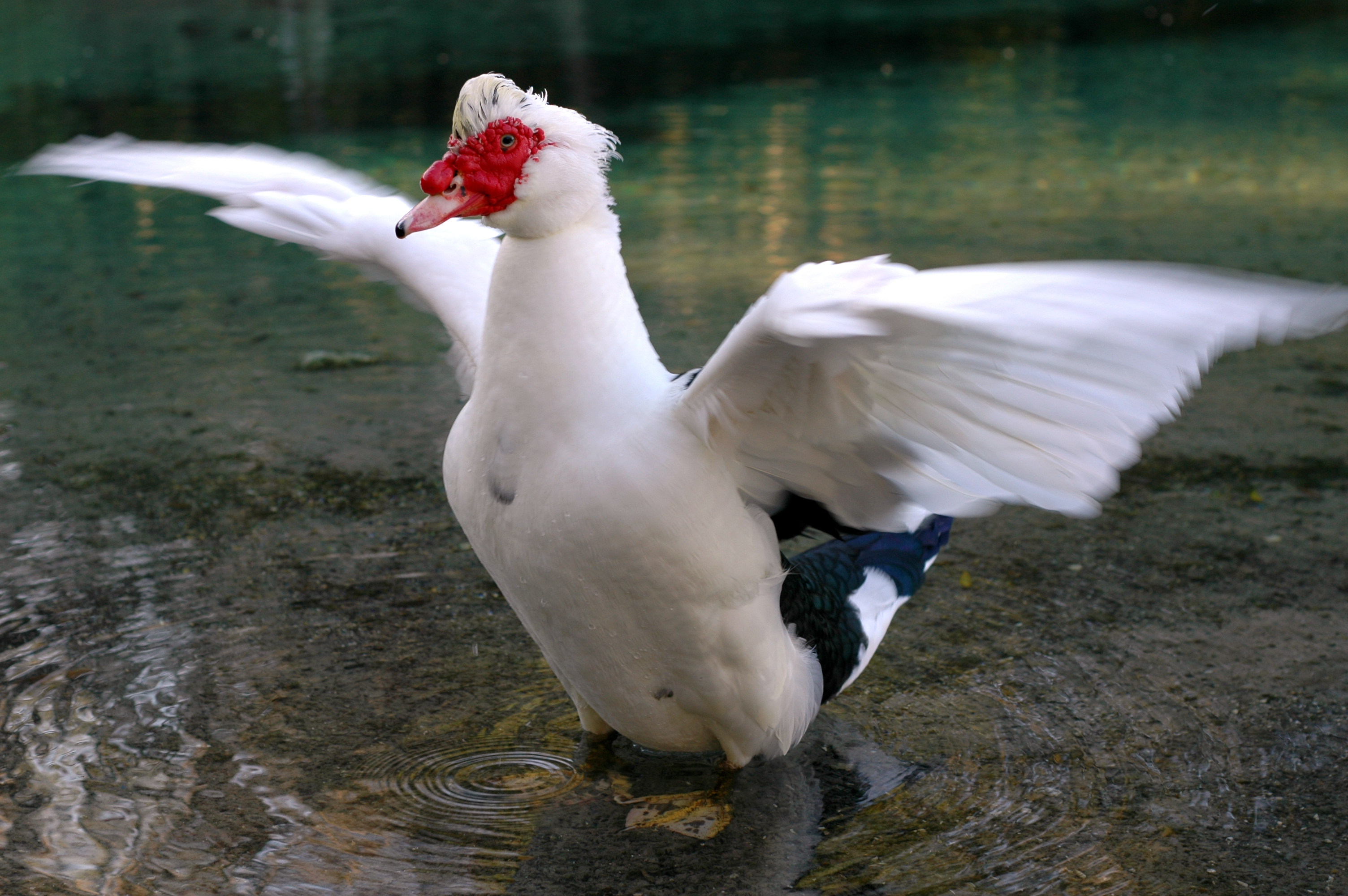
Warzenente (Cairina moschata momelanotus)

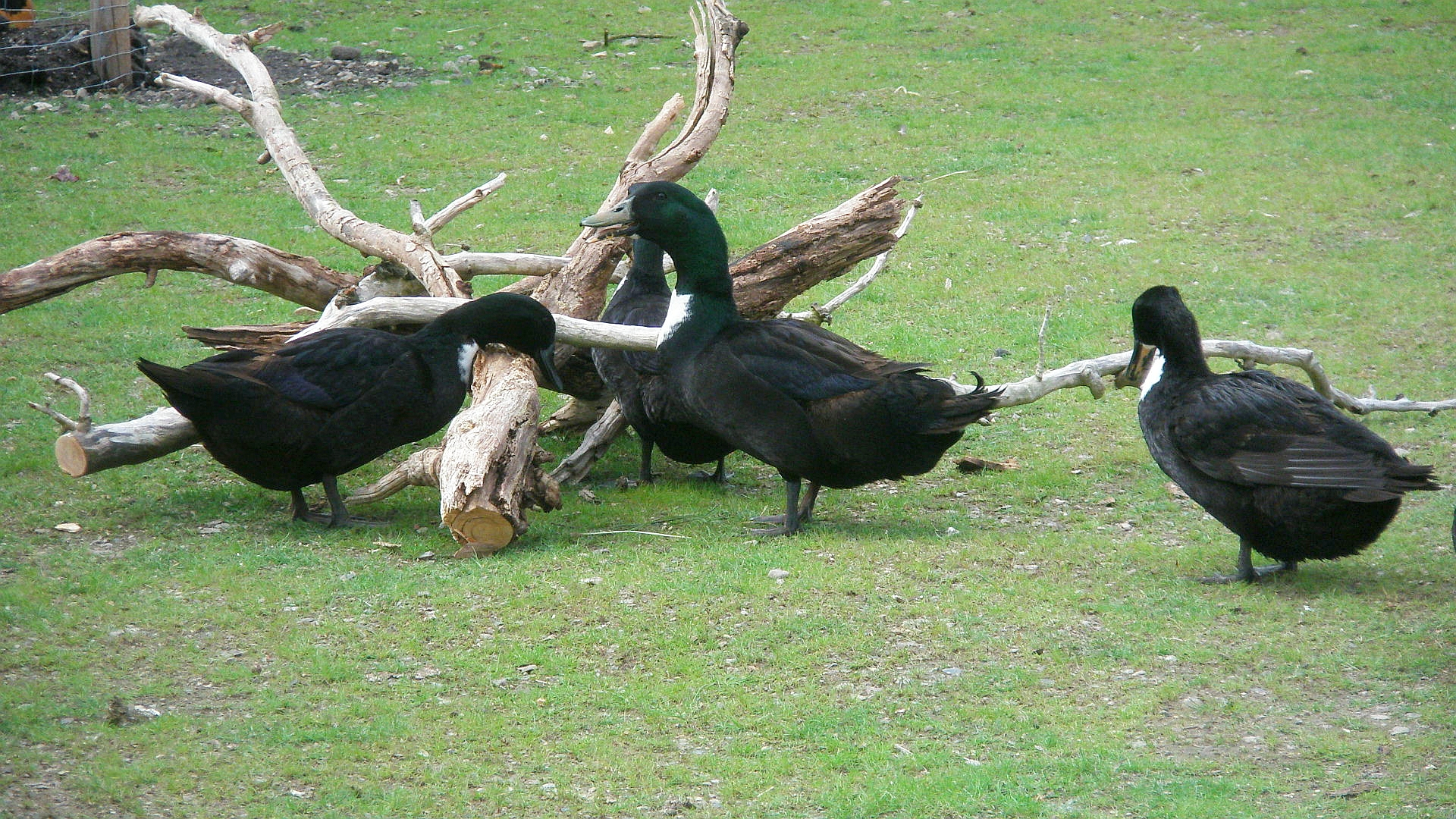
Pommernenten im Schlossgarten Schwerin

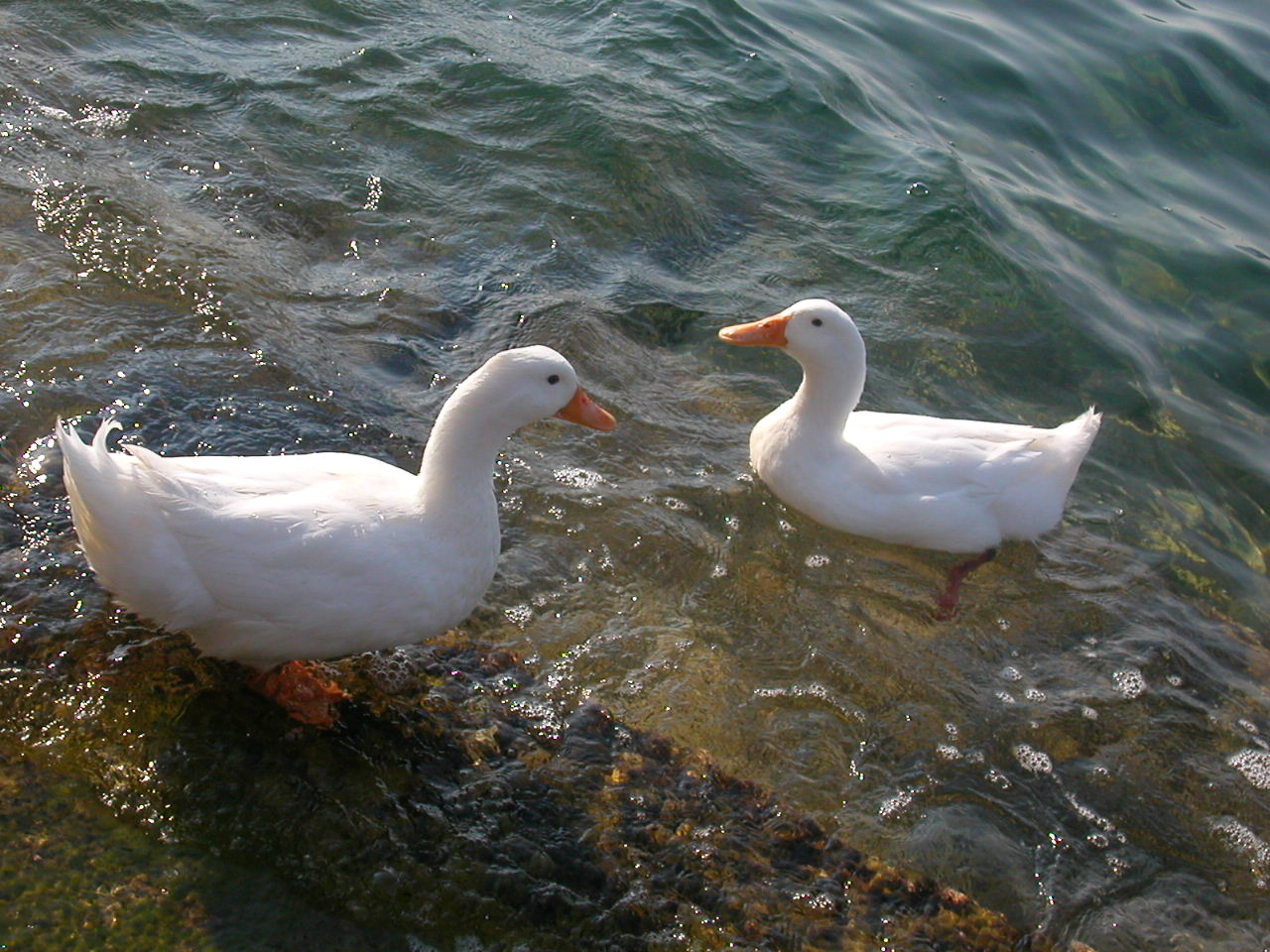
Verwilderte Hausenten

Die Hausente (Anas domestica L.) ist ein Haustier und wird als Heim- und Nutztier gehalten. Die Stammform der Hausente ist die Stockente (Anas platyrhynchos). Die verbreitetste Hausente ist die Pekingente.

## Arten, Typen, Rassen und Hybride
Allgemein, auf einer These von Bruno Dürigen beruhend, wird davon ausgegangen, dass durch die in verschiedenen Gebieten zu unterschiedlichen Zeiten erfolgte Domestikation der Stockente zwei voneinander abweichende Typen der Hausente entstanden.
Im europäischen Raum, und vermutlich auch China, bildeten sich sogenannte „Landenten“ heraus. Landenten sind schwerer als Stockenten. Ihre äußere Erscheinung ähnelt aber noch der Stockente.
In Südostasien entwickelten sich hingegen Enten mit steiler Körperhaltung, die als Pinguin-Enten oder Bali-Enten bezeichnet werden. Sie wurden nach Watanabe noch in den 1970er Jahren in verschiedenen Ländern Südostasiens zur Eierproduktion gehalten und gelten als Ausgangsrasse für alle anderen „Pinguinenten“.
Daneben wird auch die aus Südamerika stammende Warzenente, eine Zuchtform der Moschusente (Cairina moschata), als Nutztier gehalten. Warzenenten werden als Flugenten gehandelt. Aus Frankreich stammt die Bezeichnung Barbarie-Enten. Ihr Fleisch wird wegen des geringeren Fettanteils geschätzt.
Die sogenannten Mulardenten sind Hybriden der beiden Zuchtformen Pekingente und Warzenente.

## Verbreitung und Nutzung der Hausenten
Die Hausente ist weltweit verbreitet. Während in Europa die Entenhaltung im Vergleich zur Hühner- und Gänsehaltung von drittrangiger Bedeutung ist, stellt die Hausente vor allem in Ost- und Südostasien, aber auch in Lateinamerika und in einigen afrikanischen Ländern ein ernährungswirtschaftlich wichtiges Hausgeflügel dar. Allein in China werden etwa 500 Millionen Hausenten gehalten.
Hausenten werden vor allem wegen ihres Fleisches als Masttiere gehalten. Enteneier galten in Europa als Delikatesse, werden heute aber wegen erhöhter Gefahr des Befalles mit Salmonellen nur noch selten angeboten. Entenfedern und -daunen werden zur Füllung von Kissen, Decken oder Kleidung, aber auch zur Herstellung von Federbällen genutzt und fanden auch als Verstärkung der Sehne der Repetierarmbrust Verwendung. Privathalter nutzen Enten darüber hinaus als Weidetiere und Vertilger von Schnecken und Schadinsekten. Auch das ausgelassene Fett der Hausente, das Entenschmalz, fand – etwa in der Heilkunde – Verwendung.
In Mastbetrieben (Schnellmast) werden Entenküken 21 Tage in Aufzuchtställen gehalten (Aufzuchtsphase) und anschließend 25–29 Tage gemästet (Mastperiode). Mit ca. 12 Wochen werden die Enten vor der ersten Mauser mit einem Gewicht von 2000 bis 3000 Gramm geschlachtet. Junge Enten, bzw. junge Pekingenten, werden nach zwei bis drei Monaten geschlachtet und wiegen etwa 1500 Gramm bis 2000 Gramm. Nach sechs Monaten sind sie geschlechtsreif und wiegen bis zu 3000 Gramm.
Enten können wie Gänse zur Herstellung von Stopfleber (französisch: foie gras) verwendet werden. Dies geschieht durch eine bestimmte Mastform, das Nudeln bzw. Stopfen, bei der den Tieren in den letzten Wochen vor dem Schlachten mittels eines Rohres täglich mehrere Kilogramm Futterbrei verabreicht werden. Obwohl die Gänsestopfleber viel bekannter ist, sind 96 % der Stopflebern eigentlich Entenlebern; 98 % der Verarbeitung finden in Frankreich statt.